# Ángel Sandoval
Ángel Sandoval is een provincie in het oosten van het departement Santa Cruz in Bolivia, grenzend aan Brazilië. Met een oppervlakte van 37.442 km² is de provincie ongeveer even groot als Nederland. Met een bevolkingsdichtheid van slechts 0,3 inw/km² is het een van de dunst bevolkte gebieden van het land.
Ángel Sandoval bestaat uit één gemeente:
- San Matías

Andrés Ibáñez · 
Ángel Sandoval · 
Chiquitos · 
Cordillera · 
Florida · 
Germán Busch · 
Guarayos · 
Ichilo · 
Ignacio Warnes · 
José Miguel de Velasco · 
Manuel María Caballero · 
Ñuflo de Chávez · 
Obispo Santistevan · 
Sara · 
Vallegrande